# Cleghornia
Cleghornia és un gènere de fanerògames de la família de les Apocynaceae. Conté dues espècies acceptades.

## Taxonomia
El gènere va ser descrit per Robert Wight i publicat a Icones Plantarum Indiae Orientalis 4:, pl. 1310. 1850[1850].

## Espècies acceptades
A continuació s'ofereix un llistat de les espècies del gènere Cleghornia acceptades fins a l'octubre de 2013, ordenades alfabèticament. Per a cadascuna s'indica el nom binomial seguit de l'autor, abreujat segons les convencions i usos.
| - Cleghornia acuminata Wight - Cleghornia malaccensis King i Gamble |